# 75972 Huddleston
75972 Huddleston è un asteroide della fascia principale. Scoperto nel 2000, presenta un'orbita caratterizzata da un semiasse maggiore pari a 3,1191266 au e da un'eccentricità di 0,1600275, inclinata di 9,66875° rispetto all'eclittica.